# Альберто Демідді
Альберто Демідді (ісп. Alberto Demiddi, 11 квітня 1944 — 25 жовтня 2000) — аргентинський академічний веслувальник.
Срібний призер Олімпійських Ігор 1972 року в одиночці, бронзовий призер 1968 року в одиночці, учасник 1964 року.
Переможець Панамериканських ігор 1967 року в одиночці, срібний призер 1963 року в складі парної двійки.
Чемпіон світу 1970 року в одиночці.
Чемпіон Європи 1969, 1971 років в одиночці.